# Trans-Ili Alatau
Il Trans-Ili Alatau, altresì chiamato Zailijski Alatau, è la parte più settentrionale della catena del Tian Shan e si estende per circa 350 km con il picco massimo di 4,973 m (Pik Talgar).

Il toponimo deriva dal fiume Ili, la cui depressione cinge la catena a settentrione.

## Insediamenti
Ai piedi del Trans-Ili Alatau si trova Almaty, ex capitale del Kazakistan.